# Phyllocnistis dorcas
Phyllocnistis dorcas là một loài bướm đêm thuộc họ Gracillariidae, known from Guyana. Nó được đặt tên bởi E. Meyrick năm 1915.